# 阿扎巴區
36°44′00″N 7°06′00″E / 36.7333°N 7.1000°E

阿扎巴區（阿拉伯语：‎），是阿爾及利亞的行政區，位於該國東北部，由斯基克達省負責管轄，首府設於阿扎巴，面積804平方公里，1998年人口为92,339人，人口密度每平方公里110人。